# Anamã
Ne doit pas être confondu avec la ville néo-zélandaise Anama.
Anamã est une municipalité brésilienne de l'État d'Amazonas .